# Hermannsburg
Hermannsburg is een plaats in de Duitse deelstaat Nedersaksen. De plaats behoort tot de Landkreis Celle en was tot 2015 een zelfstandige gemeente. Sindsdien behoort Hermannsburg, samen met Unterlüß, tot de nieuw gevormde gemeente Südheide. Hermannsburg telt 8061 inwoners (2014).

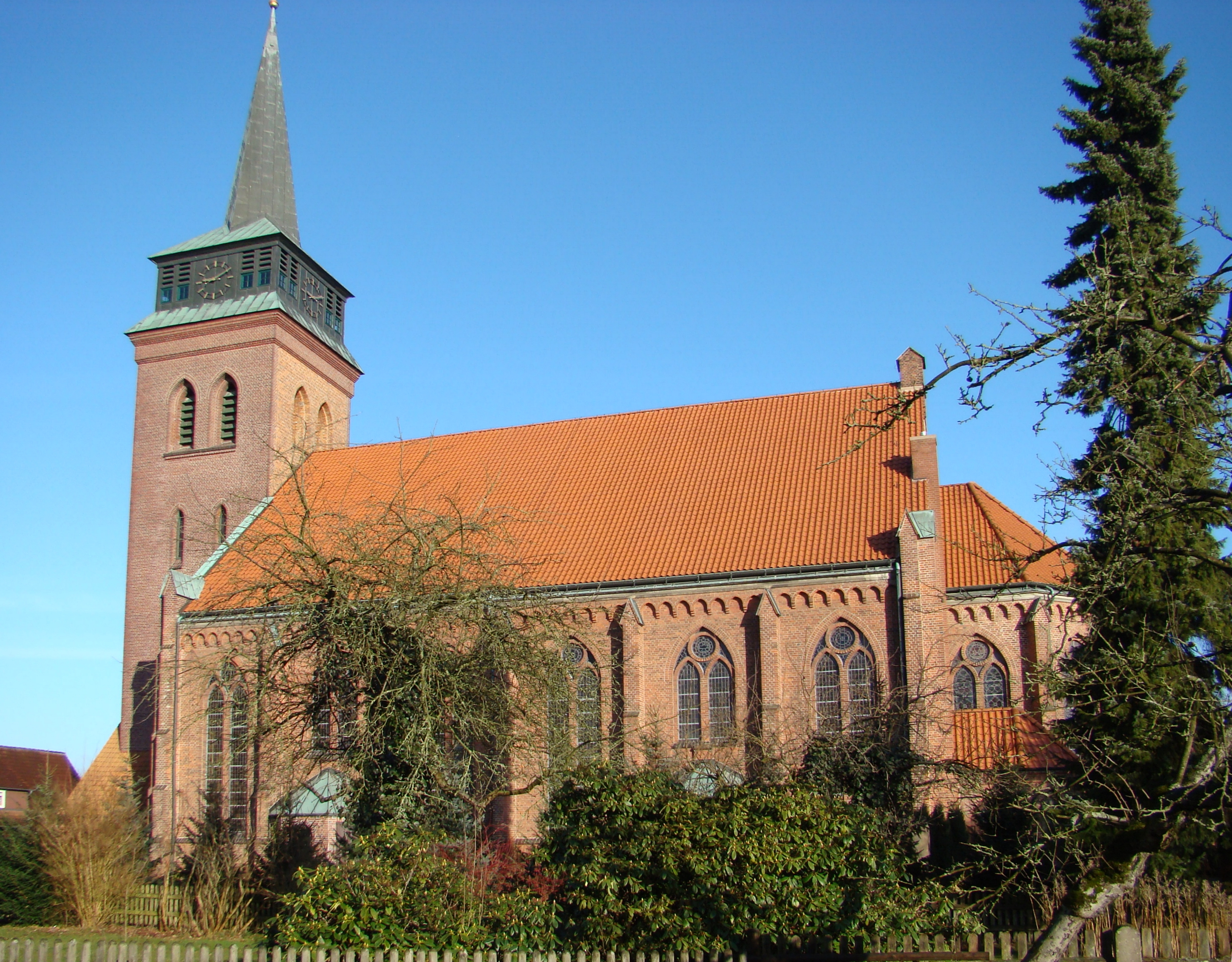
Grosse Kreuzkirche in Hermannsbrug
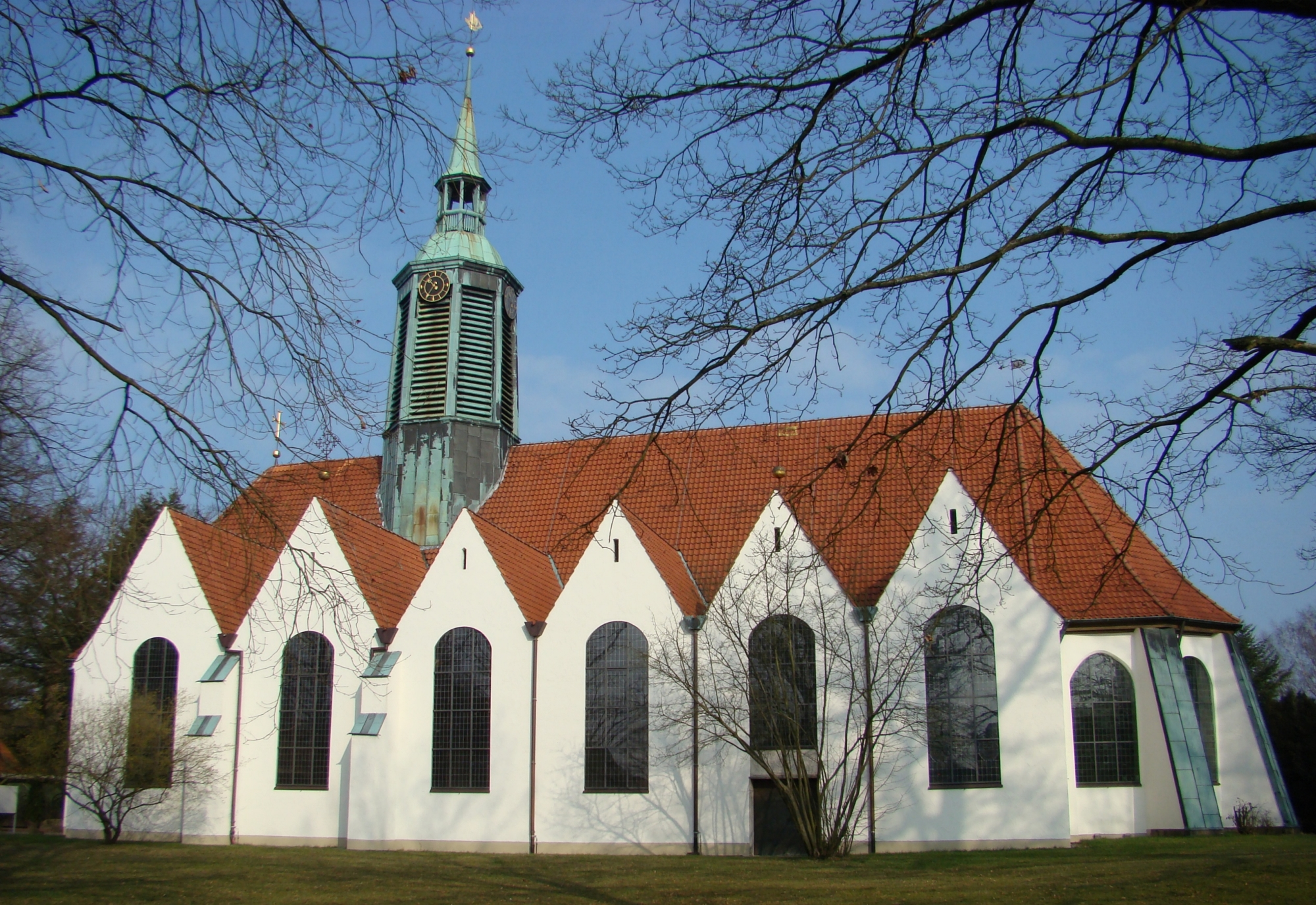
Kerk van St Petrus en St Paulus
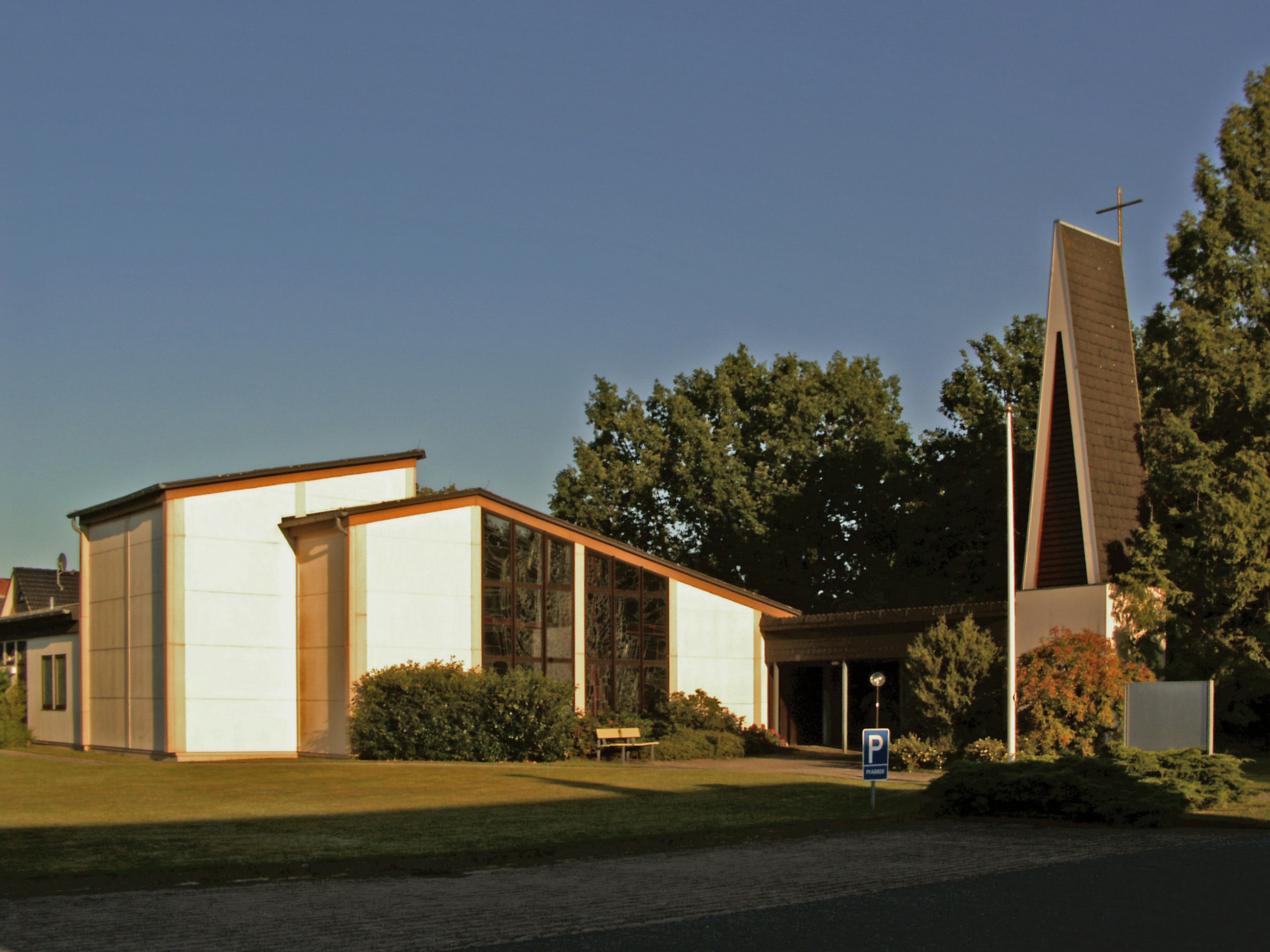
Opstandingskerk
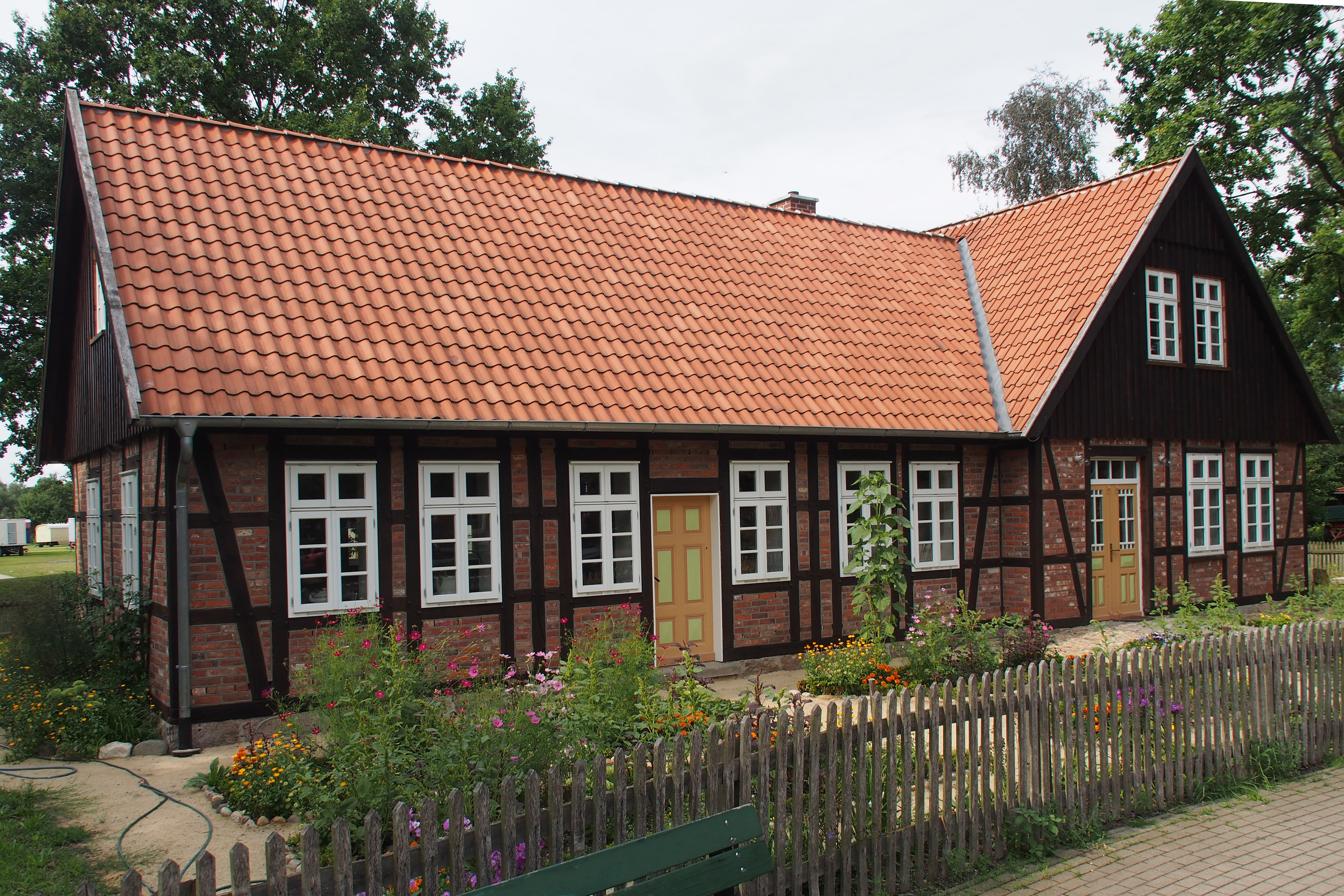
Heemkundemuseum

## Geografie
Hermannsburg ligt in het westelijk deel van het natuurpark Südheide, op ongeveer 28 kilometer van Celle en op circa 78 kilometer van Hannover. Door de plaats stromen de rivier de Örtze en de Lutterbeek.

## Geschiedenis
Hoewel de eerste schriftelijke vermelding van Hermannsburg in 1059 van keizer Hendrik IV stamt, is door opgravingen duidelijk geworden dat de plaats veel ouder is. Bij verbouwingswerkzaamheden van de Petrus en Pauluskerk in 1957 werd er een bronzen kruis gevonden, dat uit de 10e eeuw stamt. Daarnaast zijn fundamenten van een doopkerk gevonden die volgens de overlevering door de monnik Landolf gebouwd is rond het jaar 850.
De naam van de plaats is afgeleid van de vermoedelijke stichter van de nederzetting, de Saksische markgraaf Hermann Billung, een leenman van keizer Otto I. Het geslacht Billung regeerde over het gebied tot de familie in 1106 uitstierf. Aansluitend bestuurden de Welfen de regio tot 1866, met korte onderbrekingen tijdens de Franse bezetting gedurende de Zevenjarige Oorlog (1756 - 1763) en de tijd van het koninkrijk Westfalen (1807 - 1813). Vanaf 1866 hoorde Hermannsburg tot de Pruisische provincie Hannover. Vanaf 1946 maakt de plaats deel uit van de deelstaat Nedersaksen, een van de nieuwe deelstaten waarin Pruisen na de Tweede Wereldoorlog door de Geallieerden is verdeeld.

### Ludwig Harms
Ludwig Harms, een evangelisch-lutherse dominee, stichtte in 1849 een opleidingscentrum voor missionarissen die zich vooral in Afrika vestigden. Dit centrum is heden ten dage bekend als de Hermannsburger Mission.

## Politiek

### Voormalige gemeente
De plaats Hermannsburg werd in 1973 een eenheidsgemeente waartoe ook de dorpen Baven, Oldendorf, Beckedorf, Bonstorf en Weesen behoorden. Tot Bonstorf werden tevens de Ortsteile Barmbostel en Hetendorf gerekend. De hoofdplaats Hermannsburg telde ongeveer 50% van alle inwoners van de gemeente. De gemeente grensde aan Wietzendorf (in het Landkreis Heidekreis), Bergen, Unterlüß, Faßberg en de Samtgemeinde Eschede (allen Landkreis Celle).
Vanaf 2015 fuseerde de gemeente samen met Unterlüß tot de nieuwe gemeente Südheide. De laatste burgemeester van de gemeente Hermannsburg was Axel Flader van de CDU, die na de herindeling burgemeester van Südheide werd. Hans-Jürgen Rosenbrock (SPD) werd de burgemeester van de plaats Hermannsburg.

### Jumelage
Sinds 1976 onderhouden het Christian Gymnasium en de Christian Realschule een jaarlijkse studentenuitwisseling met de Franse gemeente Auterive, welke in 1979 leidde tot een officiële jumelage tussen Hermannsburg en Auterive.

## Infrastructuur
Hermannsburg heeft via de Landesstraße 240 een verbinding met Celle. De Landesstraße 281 verbindt Bergen via Beckedorf met Eschede.
- Gemeinsame Normdatei: 4024518-4
- Library of Congress Control Number: no00083669
- MusicBrainz: b0cf72b2-8112-431b-9df4-4688a1ba45d7
- Nationale Bibliotheek van Israël: 987007480012805171
- Virtual International Authority File: 151544049